# Venuskam
De Venuskam (Murex pecten) is een in zee levende slakkensoort die behoort tot de familie Muricidae en het geslacht Murex. Deze soort werd in 1786 door John Lightfoot beschreven en benoemd.

## Kenmerken
Het is een carnivoor die tot 150 mm lang kan worden.

## Verspreiding en leefgebied
Deze soort leeft in ondiep warm water op zandbodems, detritusbodems en koraalriffen maar niet op rotsen (sublitoraal en circumlitoraal). Deze soort komt voor in alle warme zeeën van de wereld.

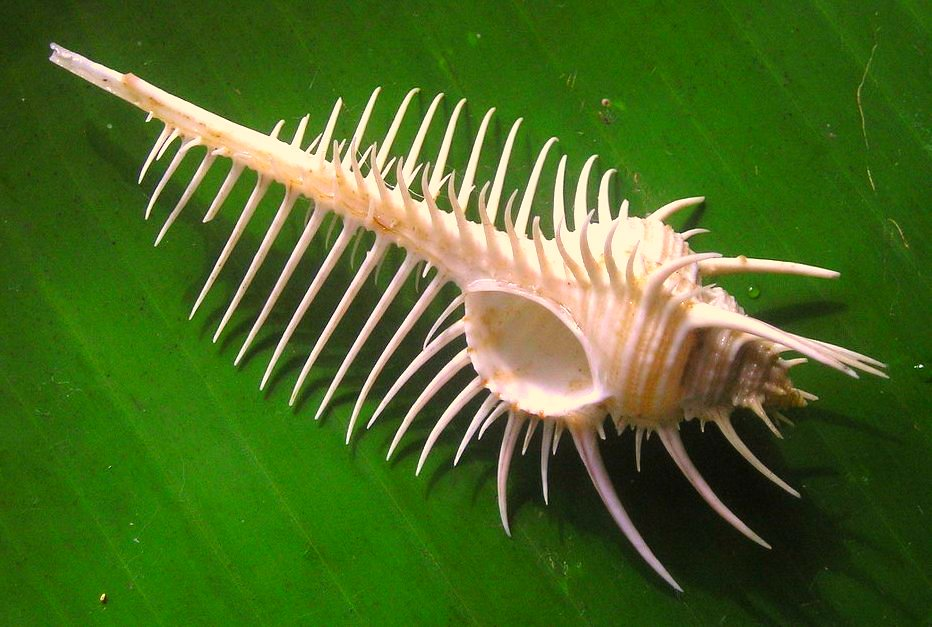
De voorzijde
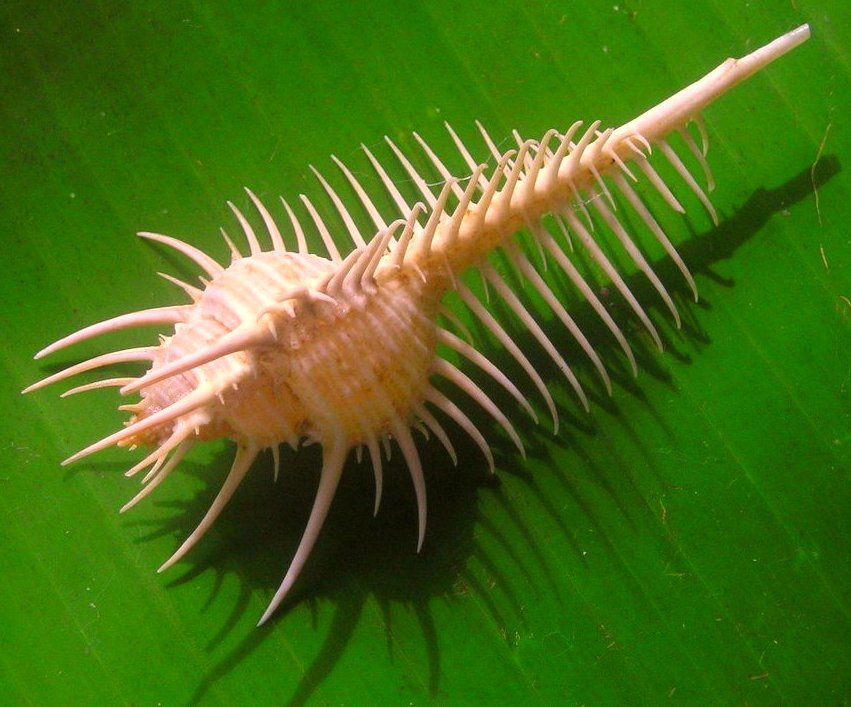
De achterzijde